# Magny-Châtelard
Magny-Châtelard – miejscowość i gmina we Francji, w regionie Burgundia-Franche-Comté, w departamencie Doubs.
Według danych na rok 1990 gminę zamieszkiwało 20 osób, a gęstość zaludnienia wynosiła 5 osób/km² (wśród 1786 gmin Franche-Comté Magny-Châtelard plasuje się na 721. miejscu pod względem liczby ludności, natomiast pod względem powierzchni na miejscu 885.).